# Dirichlet (cràter)

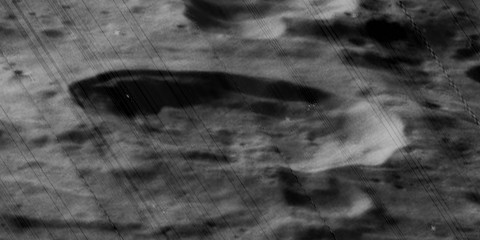
Vista obliqua des de la Lunar Orbiter 5

Dirichlet és un cràter d'impacte que es troba en la cara oculta de la Lluna. S'insereix a la vora exterior sud del cràter Henyey. Al sud-sud-est apareix el cràter Tsander, d'una grandària molt superior.
Es tracta d'un cràter circular amb una vora afilada sense trets distintius significatius. Presenta unes lleugeres protuberàncies externes al llarg del costat oriental. Els costats de les parets interiors s'han enfonsat cap avall per a formar un anell amb forma de talús al llarg de la base.
Dirichlet es troba en el marge oriental de la Conca Dirichlet-Jackson.

## Cràters satèl·lit
Per convenció aquests elements són identificats en els mapes lunars posant la lletra en el costat del punt mitjà del cràter que està més prop de Dirichlet.
|           | \| Dirichlet \| Coordenades \| Diàmetre \| \| --------- \| -------------------------------------- \| -------- \| \| E \| 12° 12′ N, 147° 48′ O / 12.2°N,147.8°O \| 26 km \| |          |
| Dirichlet | Coordenades | Diàmetre |
| E         | 12° 12′ N, 147° 48′ O / 12.2°N,147.8°O | 26 km    |